# UFO Files
UFO Files ist eine Fernsehsendung, die zwischen 2004 und 2007 produziert wurde und sich mit angeblichen UFO-Sichtungen auseinandersetzt.

## Konzept
In der Sendung befassen sich Ufologen und UFO-Jäger mit Phänomenen im Weltraum, auf der Erde oder im Menschen oder historischen Ereignissen, die Aufschluss über ein mögliches außerirdisches Leben beinhalten könnten.

## Produktion und Veröffentlichung
Die Sendung wurde von 2004 bis 2007 in den Vereinigten Staaten produziert. Dabei sind 4 Staffeln mit 46 Folgen entstanden. Die Produktion übernahm KPI Productions.
Erstmals wurde die Sendung am 5. Juli 2004 im US-amerikanischen History Channel ausgestrahlt. Die deutsche Erstausstrahlung fand am 28. Juli 2009 auf History statt. Nicht alle Folgen wurden ins Deutsche übersetzt.

## Kritik
Die Methoden und Vorgehensweise werden oft als Pseudowissenschaft angesehen und belächelt.

## Episodenliste

### Staffel 1
| Folgen-Nr. | Staffel-Nr. | deutscher Titel         | englischer Titel                        | deutsche Erstausstrahlung | englische Erstausstrahlung |
| 1          | 01          |                         | –UFO Hot Spots                          |                           | 5. Juli 2004               |
| 2          | 02          |                         | –When UFOs Arrive                       |                           | 19. Juli 2004              |
| 3          | 03          |                         | –UFOs In The Bible                      |                           | 26. Juli 2004              |
| 4          | 04          |                         | –Roswell: Final Declassification        |                           | 2. August 2004             |
| 5          | 05          |                         | –Crop Circle Controversy                |                           | 9. August 2004             |
| 6          | 06          |                         | –Area 51: Beyond Top Secret             |                           | 30. August 2004            |
| 7          | 07          |                         | –UFOs: Then And Now? The Innocent Years |                           | 17. September 2004         |
| 8          | 08          |                         | –Soviet UFO Secrets Revealed            |                           | 20. September 2004         |
| 9          | 09          |                         | –UFOs: Then And Now? Cause For Alarm    |                           | 4. Oktober 2004            |
| 10         | 10          |                         | –UFOs: Then And Now? Nightmare          |                           | 11. Oktober 2004           |
| 11         | 11          |                         | –UFOs: Then And Now? Aliens And Contact |                           | 18. Oktober 2004           |
| 12         | 12          |                         | –Secret UFO Files                       |                           | 25. Oktober 2004           |
| 13         | 13          | Bizarre Phänomene       | Cattle Mutilations                      | 27. Oktober 2009          | 29. November 2004          |
| 14         | 14          | Im Angesicht der Aliens | The Gray’s Agenda                       | 20. Oktober 2009          | 12. Dezember 2004          |
| 15         | 15          | Chinas Roswell          | Chinese Roswell                         | 15. September 2009        | 13. Dezember 2004          |

### Staffel 2
| Folgen-Nr. | Staffel-Nr. | deutscher Titel       | englischer Titel             | deutsche Erstausstrahlung | englische Erstausstrahlung |
| 16         | 01          |                       | –Ancient Aliens              |                           | 14. Februar 2005           |
| 17         | 02          |                       | –Area 51                     |                           | 26. Februar 2005           |
| 18         | 03          |                       | –Britain’s X-Files           |                           | 25. April 2005             |
| 19         | 04          |                       | –Kecksburg UFO               |                           | 6. Juni 2005               |
| 20         | 05          |                       | –Majestic 12: UFO Cover Up   |                           | 6. Juni 2005               |
| 21         | 06          | Die Geheimabteilung   | The Day After Roswell        | 24. November 2009         | 27. Juni 2005              |
| 22         | 07          |                       | –UFO Hunters                 |                           | 18. Juli 2005              |
| 23         | 08          | Top Secret            | Ufos And The White House     | 11. August 2009           | 25. Juli 2005              |
| 24         | 09          | Russlands Roswell     | Russian Roswell              | 10. November 2009         | 31. Oktober 2005           |
| 25         | 10          | Terrestrische UFOs    | Real UFOs                    | 8. Dezember 2009          | 14. November 2005          |
| 26         | 11          | Krieg der Welten?     | Beyond The War Of The Worlds | 4. August 2009            | 21. November 2005          |
| 27         | 12          | Texanisches Roswell   | Texas’ Roswell               | 17. November 2009         | 12. Dezember 2005          |
| 28         | 13          | Mexikos Roswell       | Mexico’s Roswell             | 13. Oktober 2009          | 12. Dezember 2005          |
| 29         | 14          | Brasiliens Roswell    | Brazil’s Roswell             | 1. September 2009         | 17. Dezember 2005          |
| 30         | 15          | Das britische Roswell | Britain’s Roswell            | 10. August 2011           | 17. November 2005          |

### Staffel 3
| Folgen-Nr. | Staffel-Nr. | deutscher Titel               | englischer Titel                  | deutsche Erstausstrahlung | englische Erstausstrahlung |
| 31         | 01          |                               | –Out Of This World                |                           | 9. Januar 2006             |
| 32         | 02          | Unter Wasser                  | Deep Sea UFOs                     | 22. September 2009        | 23. Januar 2006            |
| 33         | 03          | Alien-Technologie Teil 1      | Alien Engineering: Part 1         | 15. Dezember 2009         | 6. Februar 2006            |
| 34         | 04          | Alien-Technologie Teil 2      | Alien Engineering: Part 2         | 22. Dezember 2009         | 13. Februar 2006           |
| 35         | 05          | Kanadas Roswell               | Canada’s Roswell                  | 3. November 2009          | 10. März 2006              |
| 36         | 06          |                               | –UFO Cults                        |                           | 10. April 2006             |
| 37         | 07          |                               | –UFOs Vs. The Government          |                           | 24. Mai 2006               |
| 38         | 08          | Alarmstufe Rot                | Deep Sea UFOs: Red Alert          | 29. September 2009        | 10. Juli 2006              |
| 39         | 09          |                               | –An Alien History Of Planet Earth |                           | 26. Juni 2006              |
| 40         | 10          | Stimmen aus dem All           | Black Box UFO Secrets             | 25. August 2009           | 7. August 2006             |
| 41         | 11          | Das pazifische Bermudadreieck | Pacific Bermuda Triangle          | 1. Dezember 2009          | 4. September 2006          |
| 42         | 12          | Hangar 18                     | Hangar 18: The UFO Warehouse      | 6. Oktober 2009           | 6. November 2006           |
| 43         | 13          | Den Aliens auf der Spur       | Alien Encounters                  | 28. Juli 2009             | 4. Dezember 2006           |

### Staffel 4
| Folgen-Nr. | Staffel-Nr. | deutscher Titel | englischer Titel          | deutsche Erstausstrahlung | englische Erstausstrahlung |
| 44         | 01          |                 | –UFOs Of The ‘70s         |                           | 29. Mai 2007               |
| 45         | 02          |                 | –Alien Hunters            |                           | 5. Oktober 2007            |
| 46         | 03          | Auf der Jagd    | Roswell: Secrets Unveiled | 18. August 2009           |                            |